# Машиностроение (энциклопедический справочник)
Энциклопедический справочник «Машиностроение» — советское энциклопедическое издание, изданное в 1946—1951 годах и комплексно освещающее вопросы машиностроения, включая технические расчёты, выбор, назначение и свойства материалов, технологии производства, конструирование машин, проектирование машиностроительных заводов и организацию производства.
Главный редактор — академик Евгений Алексеевич Чудаков.
Состоит из 15 основных томов (первый том — в двух книгах) и тома предметного указателя.
В 2006 году справочник переиздан на CD в факсимильном виде издательствами «Словарное издательство ЭТС» и «Директмедиа Паблишинг».

## Состав издания
- Машиностроение. Энциклопедический справочник. Гл. ред. Е. А. Чудаков. — М.; Л.: Машгиз:

- Отчет о работе Редакционного совета с 5/III по 5/IX 1944 г. — 1944. — 28 с.
- Проспект энциклопедического справочника «Машиностроение». Проект. — 1944. — 40 с.
- Инструкция для авторов. Утв. 22 ноября 1944 г. — 1944. — 92 с.
- Пробные статьи. — 1944. — 68 с.
- Проспект энциклопедического справочника «Машиностроение». — 1946. — 44 с.
- Отчет о работе Президиума Редакционного совета и Главной редакции за время 5/IX 1944 по 10/II 1946 г. — 1946. — 21 с.
- Раздел первый «Инженерные расчеты в машиностроении»:

- Т. 1. Кн. 1. Отв. ред. М. А. Саверин. — 1947. — 548 с.
- Т. 1. Кн. 2. Отв. ред. М. А. Саверин. — 1947. — 456 с.
- Т. 2. Отв. ред. М. А. Саверин. — 1948. — 891 с.

- Раздел второй «Материалы машиностроения»:

- Т. 3. Отв. ред. И. А. Одинг. — 1947. — 712 с.
- Т. 4. Отв. ред. И. А. Одинг. — 1947. — 428 с.

- Раздел третий «Технология производства машин»:

- Т. 5. Отв. ред. В. М. Кован. — 1947. — 544 с.
- Т. 6. Отв. ред. В. М. Кован. — 1947. — 548 с.
- Т. 7. Отв. ред. В. М. Кован. — 1948. — 708 с. (Переиздание: 1949.)

- Раздел четвёртый «Конструирование машин»:

- Т. 8. Отв. ред. М. А. Саверин. — 1948. — 1071 с. (Переиздание: 1949.)
- Т. 9. Отв. ред. М. А. Саверин. — 1949. — 1208 с. (Переиздание: 1950.)
- Т. 10. Отв. ред. Л. К. Мартенс. — 1948. — 403 с.
- Т. 11. Отв. ред. Л. К. Мартенс. — 1948. — 456 с.
- Т. 12. Отв. ред. Л. К. Мартенс. — 1948. — 716 с. (Переиздание: 1949.)
- Т. 13. Отв. ред. Л. К. Мартенс. — 1949. — 732 с. (Переиздание: 1949.)

- Раздел пятый «Проектирование машиностроительных заводов и организация производства» (в томе 14), «Организация и экономика машиностроительного производства» (в томе 15):

- Т. 14. Отв. ред. Л. Я. Шухгальтер. — 1946. — 552 с.
- Т. 15. Отв. ред. Л. Я. Шухгальтер. — 1950. — 804 с. (Переиздание: 1951; 1952.)

- Краткий итоговый отчет за период времени с 5 марта 1944 по 1 июля 1950 г. — 1950. — 36 с.
- Предметный алфавитный указатель. Сост. С. Н. Либман, Т. Н. Никитина, Н. П. Павлова и др. — 1951. — 376 с. (Переиздание: 1952.)